# Калининградское высшее инженерное ордена Ленина Краснознамённое училище инженерных войск имени А. А. Жданова
Калининградское высшее инженерное ордена Ленина, Краснознамённое училище инженерных войск имени А. А. Жданова — высшее военно-учебное заведение, основанное 14 февраля 1918 года, осуществлявшее подготовку инженерно-технических офицерских кадров для инженерных войск Вооружённых сил СССР и Российской Федерации.
День годового праздника — 14 февраля.

## Основная история

### Ранняя история
14 февраля 1918 года Приказом народного комиссара по военным и морским делам делам РСФСР Н. И. Подвойского № 333 «Об открытии ускоренных курсов по подготовке командного состава рабоче-крестьянской красной армии» были открыты Первые Петроградские советские инженерные командные курсы РККА разместившиеся в здании бывшего Николаевского инженерного училища. Первым начальником курсов был назначен бывший офицер А. Д. Горчаков, по его приказу № 16 от 20 марта 1918 года на курсах были открыты три учебных отделения: подготовительное (срок обучения 3—6 месяцев), электротехническое и сапёрно-строительное (срок обучения 6 месяцев). 22 марта 1918 года на курсах были начаты лекционные занятия.
28 июля 1918 года Первые Петроградские советские инженерные командные курсы РККА были преобразованы в Петроградский военно-инженерный техникум в составе двух батальонов. 18 сентября 1918 года состоялся первый выпуск техникума, выпустив в войска шестьдесят три специалиста, в 1920 году количество выпускников увеличилось до двухсот пятидесяти трёх специалистов.
17 июня 1920 года Приказом РВС № 1305 Петроградский военно-инженерный техникум был преобразован в Первую Петроградскую военно-инженерную школу, срок обучения в школе составил три года. С 1918 по 1921 год, за всё время существования школы, ей было подготовлено более семисот командно-инженерных кадров для частей Рабоче-Крестьянской Красной армии. 14 ноября 1921 года Постановлением ВЦИК и приказом РВС за № 311 «За участие в боях на фронтах Гражданской войны» Петроградская высшая военно-инженерная школа была удостоена Орденом Красного Знамени.
В 1932 году Ленинградская Краснознамённая военно-инженерная школа была объединена с Курсами усовершенствования командного состава и получила название Ленинградская объединённая Краснознамённая военно-инженерная школа имени Коминтерна, ставшая единственным военно-учебным заведением, готовящим офицерские кадры для инженерных войск РККА.
29 июня 1960 года Ленинградское военно-инженерное ордена Ленина Краснознамённое училище имени А. А. Жданова было переведено в город Калининград с переименованием в Калининградское военно-инженерное ордена Ленина Краснознамённое училище имени А. А. Жданова. .
4 декабря 1965 года Приказом министра обороны СССР Калининградское военно-инженерное училище было преобразовано в высшее военно-инженерное училище со сроком обучения четыре года. В 1973 году срок обучения в училище был увеличен до пяти лет и оно стало готовить офицерские технические кадры по таким специальностям как инженер-электромеханик и военный инженер-механик, инженер-радио-телемеханик и инженер-фортификатор.

### Постсоветский период
1 сентября 1996 года Постановлением Правительства Российской Федерации Калининградское высшее военно-инженерное командное ордена Ленина Краснознаменное училище имени А. А. Жданова было передислоцировано в город Кстово Нижегородской области и было переименовано в Нижегородское высшее военно-инженерное командное ордена Ленина Краснознаменное училище, которое было расформировано в 2012 году.
Всего за годы существования дислоцировавшееся в различных городах инженерное училище выпустило ставших впоследствии — девяносто одного Героя Советского Союза, Героев Социалистического Труда и Героя Российской Федерации, из числа выпускников и преподавателей было двести шестьдесят четыре генерала и один маршал инженерных войск — М. П. Воробьёв, генерал армии Д. С. Сухоруков. За всю историю училища было выпущено более двадцати тысяч офицерских кадров.

## Руководители
Первые Петроградские советские инженерные командные курсы РККА — Петроградский военно-инженерный техникум — Первая Петроградская военно-инженерная школа
- 1918—1920 — А. Д. Горчаков
- 1920—1923 — военинженер 3-го ранга К. Ф. Дружинин
- 1923—1924 — военинженер 1-го ранга Тихомандрицкий, Григорий Иванович
- 1924—1927 — военинженер 1-го ранга Малашинский, Тит Теофилович

Ленинградская объединённая Краснознамённая военно-инженерная школа имени Коминтерна
- 1927—1931 — военинженер 1-го ранга Е. В. Сысоев
- 1931—1936 — комбриг Б. Р. Терпиловский

Ленинградское военно-инженерное Краснознаменное училище — Ленинградское военно-инженерное ордена Ленина Краснознаменное училище имени А. А. Жданова
- 1936—1939 — военинженер 1-го ранга М. П. Воробьёв
- 1941—1942 — подполковник А. Д. Цирлин
- 1942—1943 — генерал-майор В. Л. Данилов
- 1943—1946 — генерал-майор Д. С. Иванов
- 1946—1947 — генерал-майор П. В. Швыдкой
- 1947—1951 — генерал-майор Н. И. Малов
- 1951—1961 — генерал-майор А. К. Акатов

Калининградское военно-инженерное ордена Ленина Краснознаменное училище имени А. А. Жданова — Калининградское высшее военно-инженерное командное ордена Ленина Краснознаменное училище имени А. А. Жданова
- 1961—1972 — генерал-майор И. П. Анищенко
- 1972—1987 — генерал-лейтенант В. В. Жигайло
- 1987—1993 — генерал-майор М. М. Желтов
- 1993—1996 — генерал-майор Ю. Н. Поляков

## Награды и знаки отличия
- 14 ноября 1921 года
- 22 марта 1946 года

## Известные выпускники и преподаватели
- Бавилин, Сергей Михайлович
- Швыдкой, Павел Васильевич
- Котляр, Леонтий Захарович
- Аникин, Николай Андреевич
- Артюх, Владимир Кузьмич
- Басманов, Владимир Иванович
- Белоусов, Василий Игнатьевич
- Богдан, Дмитрий Филиппович
- Боченков, Иван Андреевич
- Бугаев, Александр Лаврентьевич
- Дмитриев, Григорий Яковлевич
- Дмитриев, Иван Иванович
- Докучаев, Николай Егорович
- Егоров, Сергей Владимирович
- Забояркин, Александр Васильевич
- Иванов, Василий Евгеньевич
- Иванушкин, Павел Фёдорович
- Калиберда, Иван Афанасьевич
- Кравцов, Ольгерд Тихонович
- Кузьмин, Василий Степанович
- Малов, Иван Акимович
- Плис, Иван Григорьевич
- Полонский, Евгений Фёдорович
- Радкевич, Александр Иванович
- Самойлович, Григорий Фёдорович
- Самородов, Сергей Артемьевич
- Сафин, Накип Сафиевич
- Сергунин, Иван Иванович
- Скворцов, Иван Васильевич
- Скляр, Григорий Михайлович
- Смирнов, Александр Яковлевич
- Смирнов, Григорий Яковлевич
- Сорокин, Василий Петрович
- Соломонов, Александр Андреевич
- Станчев, Степан Савельевич
- Стрельцов, Василий Андреевич
- Тимошенко, Михаил Кузьмич
- Усилов, Иван Александрович
- Усов, Павел Васильевич
- Фадеев, Алексей Иванович
- Федорчук, Павел Степанович
- Хомяков, Леонид Петрович
- Цыпленков, Евгений Андреевич
- Юрковский, Николай Иванович
- Юшков, Юрий Владимирович
- Грибачёв, Николай Матвеевич